# Descender
Descender è una serie a fumetti creata dall'autore canadese Jeff Lemire (testi) e dall'artista Dustin Nguyen (disegni), pubblicata dalla casa editrice statunitense Image Comics dal 4 marzo 2015 al 25 luglio 2018 per un totale di 32 albi.
La storia, ambientata in un lontano futuro, ruota attorno all'androide Tim-21, al suo creatore Dr. Quon e alle vicende che li legano a un evento cataclismatico che ha colpito i pianeti principali dell'organizzazione galattica denominata United Galactic Council. L'opera viene presentata come un'odissea cosmica che vede l'uomo contro la macchina e la contrapposizione di mondi e culture diverse.
Ancora prima che l'albo iniziale della serie venisse distribuito vi sono state diverse offerte dagli studios di Hollywood per ottenerne i diritti al fine di realizzare un film cinematografico. Inizialmente è stata la Sony Pictures ad aggiudicarseli ma poi il progetto non si è concretizzato e i diritti sono tornati agli autori. Nel 2020 sono stati quindi acquisiti dalla compagnia canadese Lark Studios allo scopo di realizzare una serie televisiva basata sia su Descender sia sul suo sequel Ascender.

## Trama

### Tin Stars
Il prologo alla storia è la comparsa di enormi robot dalle fattezze umanoidi in prossimità dei nove pianeti che formano Il Concilio galattico riunito (o UGC), un'alleanza che raccoglie diverse razze e culture di quella parte della Galassia abitata da forme senzienti e chiamata Megacosmo. Le entità robotiche sconosciute vengono chiamate Harvesters e attaccano i pianeti dell'UGC decimando le popolazioni che vi abitano. Dopo aver provocato questa catastrofe scompaiono senza lasciare alcuna motivazione per le loro azioni.
Le conseguenze del massacro accendono una fobia contro ogni forma di macchina senziente, androide o robot del Megacosmo. L'utilizzo di questo tipo di tecnologia era molto diffuso ma ora viene condannato e perseguito.
Dieci anni dopo i fatti descritti, un androide dalle sembianze di un ragazzino si riprende da un sonno durato 10 anni su una luna sfruttata per le sue risorse minerarie. Il suo nome è Tim-21 ed era stato inviato su questo planetoide (Dirishu-6) come androide di compagnia per Andy, il figlio di due dipendenti della miniera. Tutti gli esseri umani che vi si trovavano sono morti in seguito a un incidente di poco antecedente l'arrivo degli Harvesters e quindi Tim-21 è scampato alla Purga delle macchine senzienti avvenuta negli anni successivi. Il suo creatore è il Dottor Quon, un genio della robotica ora caduto in disgrazia. Tim è uno dei suoi modelli più riusciti, capace di acquisire progressivamente consapevolezza e persino una forma rudimentale di empatia che lo lega alle persone a lui vicine. Intanto, il Dr. Quon viene contattato da un capitano dell'esercito che gli comunica che un team di scienziati è riuscito a individuare la matrice del codice robotico degli Harvesters. Questa matrice rappresenta per i robot ciò che il DNA rappresenta per l'essere umano e riuscire a identificarla è fondamentale per risalire all'origine delle macchine che hanno quasi annientato l'UGC. Sorprendentemente il codice robotico degli Harvesters è lo stesso del modello Tim creato dal Dottor Quon, il cui unico esemplare rimasto pare essere proprio Tim-21, che è stato individuato sulla luna mineraria Dirishu-6 poiché ha inviato un segnale di soccorso.
Un gruppo guidato dal Capitano Telsa, il pilota Tullis e lo stesso Dottor Quon viene spedito su Dirishu-6 per recuperare il piccolo androide, ma vengono preceduti di poco da un gruppo di mercenari (gli Scrappers) che cacciano e distruggono i robot. Tim viene gravemente danneggiato da questi ma in suo soccorso arriva un robot addetto alle trivellazioni (denominato Drill) che riesce a eliminare gli Scrappers e portare in salvo Tim, il quale però non sembra più cosciente. Durante questo periodo di incoscienza Tim sembra vivere un'esperienza di pre-morte, ritrovandosi a compiere un viaggio in un luogo dell'aldilà dove incontra altri androidi ormai spenti o distrutti definitivamente. Questi lo acclamano come colui che può liberarli, ma subito dopo Tim viene aggiustato e riattivato da Quon e dal suo team, che nel frattempo è arrivato sulla luna mineraria e l'ho ha recuperato. Durante il viaggio di ritorno verso Nyata, Quon ha modo di continuare le riparazioni di Tim, ma il loro gruppo viene attaccato da un'astronave Squid con degli Scrappers decisi a strappare i Bot (cioè i robot) dalla stiva della nave del Capitano Telsa. Il loro obiettivo è di portare queste macchine senzienti ai pozzi di fusione del pianeta Gnish, patria del movimento fondamentalista anti-robot e sede dell'apparato militare più imponente del Concilio Galattico Unito. Una volta arrivati il Dottor Quon viene torturato dall'autorità che lo crede consapevole del legame tra gli Harvesters e i suoi androidi. Alla fine Quon cede e rivela di essere una frode come scienziato, poiché non è stato lui a sviluppare la tecnologia alla base di Tim o altri androidi. Confessa quindi la reale genesi della serie Tim: 15 anni prima, durante uno scavo archeologico sul pianeta Ostrakon, l'equipe di cui faceva parte ha ritrovato oggetti e costruzioni di una civiltà scomparsa e vecchia di milioni di anni, risalente a prima che l'umanità (o altre specie conosciute) viaggiasse nello spazio. Tra i ritrovamenti c'è un robot con un codice macchina avanzatissimo rispetto a quelli usati dall'Unione Galattica. Il Professor Solomon (maestro di Quon) è contrario ad usarlo per gli androidi attuali, anche perché lo stesso robot appena scoperto e riattivato cerca di metterli in guardia su una possibile minaccia, ma il messaggio non è chiaro perché è difficile tradurne correttamente il significato. Quon disobbedisce al suo mentore e si appropria della tecnologia appena riscoperta, e da qui svilupperà il suo successo come fondatore di una nuova robotica.

### Machine Moon

Copertina della raccolta "Descender Vol.2 - Luna Meccanica", disegnata da Dustin Nguyen. Edizione italiana BAO Publishing.

Il gruppo del dottor Quon e lo stesso Tim-21 sembrano destinati alla condanna a morte ma vengono salvati da un gruppo di resistenza dei robot denominato The Hardwire. La loro tecnologia sembra incredibilmente sviluppata e riescono a mettere fuori uso il sistema di sicurezza del pianeta Gnish. Tra di loro vi è anche un modello della serie Tim, classificato Tim-22. Quest'ultimo, su ordine del loro leader Psius, arriva ad uccidere il re del pianeta Gnish, e rende complici Quon, Telsa e Tim-22 del regicidio di un leader politico riconosciuto dall'UGC. Psius viene convinto a salvare anche gli umanoidi Telsa e Quon, senza i quali Tim-21 non vuole lasciare il pianeta che ha ormai attivato i sistemi di allarme e si è accorto dell'intrusione del gruppo ribelle. Durante la fuga vengono però abbandonati Bandit e Driller, che sono stati portati nelle prigioni per partecipare a dei giochi gladiatori. Nel frattempo Andy (ora divenuto un cacciatore di robot e sopravvissuto agli Harvesters) scopre che forse Tim-21 è ancora attivo tramite l'intercettazione del segnale di soccorso da Dirishu-6. Decide di andare a cercarlo. Tim-21, Telsa e Quon vengono portati da Psius su un asteroide denominato Moon Machine dove si trova il centro della resistenza delle macchine. Qui Psius offre rifugio ai robot e si organizza per far sopravvivere le ultime intelligenze artificiali. Il suo interesse per Tim-21 risiede nell'esperienza da lui avuta quando sembrava ormai morto e si è ritrovato in una sorta di paradiso delle macchine dove ha incontrato moltitudini di robot ormai distrutti. Psius è convinto che esista un server segreto dove l'UGC ha effettuato un back-up di tutte le memorie degli esseri artificiali distrutti ed è questo luogo il posto in cui si è trovato Tim-21. Vi è quindi la possibilità di salvare le memorie e dare nuovi corpi a tutti i caduti della sua specie. Nel frattempo Andy si reca sul pianeta Sampson (prima colonia degli abitanti della Terra), ormai in rovina. Qui incontra la moglie che insieme ad altri sopravvissuti ha utilizzato tecnologie avanzate per trasformarsi in cyborg. Il nome di questo nuovo tipo di terrestri è The Between.

### Orbital Mechanics
Tim-22 cerca di distruggere Tim-21 in quanto soggetto delle attenzioni di Psius e quindi mostra emozioni tipicamente umane quali la gelosia. Dallo scontro sembra emergere vincitore Tim-21 che riesce a fuggire dalla base dei robot ribelli insieme ai Quon e Telsa. Riescono inoltre a comunicare l'ubicazione della Moon Machine al centro di comando militare dell'UGC. Qui il generale Nagoki (padre di Telsa) decide di mobilitare la flotta per lanciare un attacco in forze contro Psius e i robot a cui ha dato asilo nel corso degli anni. Questi vengono definiti terroristi dallo stesso generale il quale ha quasi portato a termine un altro progetto considerato segretissimo. Su Nyrata sta infatti costruendo un robot che rispecchia le caratteristiche degli Harvesters e per completarlo ha bisogno del codice macchina di Tim-21, che dovrebbe trovarsi con la figlia Telsa. A sua insaputa però il Tim che è fuggito con loro dall'asteroide non è il modello 21 ma è il suo doppleganger Tim-22, l'androide al servizio di Psius. Sulle tracce di Tim-21 c'è anche Andy, Effie (conosciuta anche come Queen Between), uno Scrapper compagno di Andy e il robot Driller Killer. Quest'ultimo però svela ad Andy di essere stato lui a causare la perdita di gas su Dirishu-6 dieci anni prima, causa della morte della madre del ragazzo. Per questo Andy decide di lanciarlo fuori dalla stiva cargo lasciandolo al suo destino nello spazio.Driller si salva precipitando su un piccolo planetoide denominato Woch sul quale incontra uno strano essere di nome Mizerd.

### Rise of the robots
Il generale Nagoki decide di attaccare la base della resistenza robotica The Hardwire radunando una flotta di oltre 100 navi della UGC. Psius ha però sviluppato una tecnologia per poter individuare le navi quando sono in viaggio nello Spaceshift ovvero la zona di iperspazio dove si muovano i vascelli durante gli spostamenti nel Megacosmo. Inoltre ha ideato una trappola per Nagoki preparando l'asteroide Moon Machine ad esplodere con un raggio di distruzione ampio e devastante. La flotta dell'UGC cade nella trappola. Mentre le sue navi ingaggiano un duello con alcuni vascelli della resistenza la gran parte dell'armata di Psius salta nello spaceshift facendo detonare la sua base qualche istante dopo. L'enorme esplosione distrugge oltre un centinaio di navi del Consigli Galattico, se ne salvano solo tre tra cui la nave ammiraglia di Nagaoki. Questo è stato possibile anche grazie al cane robot Bandit che li avverte del pericolo. La sua presenza sull'ammiraglia è dovuta al fatto che tutta l'equipaggio della nave di Andy vi è stato portato perché si trovava già sul posto all'arrivo della flotta. Andy vi era giunto seguendo il segnale di Tim-21, prigioniero di Psius. La sconfitta subita contro la resistenza dei Robot è comunque devastante e mette in pericolo ogni essere non-meccanico del Concilio Intergalattico dei Pianeti. A questo si aggiunge il fatto che Tim-22, androide fedele a Psius ha comunicato al suo leader quanto appreso da Quon, ovvero che il Dottor Sampson (il più grande esperto di robotica vivente) si trova sul pianeta acquatico Mata. Qui è già arrivata la nave di Telsa e Quon che però hanno scoperto che Tim-22 si è sostituito a Tim-21 e ora li vuole uccidere. Psius sposta immediatamente la sua flotta nell'orbita di Mata ma Tim-21 riesce a fuggire dalla nave ammiraglia dell'Hardwire scappando con una navicella di salvataggio. Una volta immerso nelle acque del pianeta rintraccia la nave di Telsa e arriva appena in tempo per aiutarla a distruggere Tim-22. Questi però ha ferito gravemente il Dottor Quon. Nel frattempo Psius, tramite un sistema di comunicazione chiamato Ghost Netework, lancia un appello a tutti i robot sopravvissuti per ribellarsi e prepararsi ad un attacco su vasta scala agli esseri organici. Il Generale Nagoki capisce che bisogna subito tentare un'ultima sortita contro il leader ribelle e decide di portare ciò che è rimasto della flotta UGC su Mata.

### Old worlds
Quattromila anni fa sul pianeta Ostrakon (ora desertico) esisteva la civiltà più avanzata della Galassia. A quel tempo sul pianeta vie era un conflitto culturale e sociale tra le forze conservatici (più attaccate alle tradizioni religiose) e i ricercatori scientifici che spingevano per accelerare lo sviluppo scientifico. Il più geniale e importante tra questi era il Master Professor Osris. Con il suo assistente Kelik ottenne l'autorizzazione all'esplorazione spaziale e decollarono verso Nyrata con una astronave destinata anche alla ricerca e sperimentazione scientifica nello spazio. Con loro sorpresa la prima vita senziente con cui vengono in contatto è un enorme robot poi denominato Harvester. Questi li trasporta su uno strano e sconosciuto pianeta abitato solo da esseri robotici-inorganici. La loro civiltà era avanzatissima e si facevano chiamare Descenders o Coloro da cui discende la vita. Ciò starebbe ad indicare una possibile creazione della vita intelligente nella Galassia da parte di organismi robotici. I Descenders si rifiutano però di svelare la loro origine ma cercano di condividere con Osris e Kalik parte del loro sapere tecnologico. Dopo due mesi di permanenza Kalik si ammalò di una strana malattia non curabile dai Descenders e inoltre ci è il problema del cibo che non esisteva su questo pianeta. Osris torna su Ostrakon con il cadavere del suo collega e un'enorme quantità di dati sugli esseri robotici e la loro tecnologia. Negli anni successivi usa questa conoscenza per realizzare diversi modelli di robot e macchine da sfruttare per l'avanzamento del suo popolo. Il suo scopo era però quello di arrivare a creare un robot umanoide cosciente e consapevole. Dopo anni di esperimenti arriva a crearlo ma questi lo avverte di aver commesso un errore di valutazione. I Descenders gli hanno dato accesso alla loro tecnologia non per creare un esercito di robot-servi ma per dare inizio ad una generazione di macchine che si integrasse con gli abitanti di Ostrakon. Ora potevano vedere la situazione attraverso la nuova creazione di Osris e questo scatenò la loro ira. Mandarono gli Harvesters nell'orbita del pianeta e la civiltà di Ostrakon venne completamente distrutta. Ora Ostrakon fa parte dell'UGC ma della sua antica storia non rimane che un'eco.

### The End of the Universe
Sul pianeta Mata, Telsa Tim-21 e Quon vengono a contatto con Elder, il primo androide dotato di consapevolezza creato su Ostrakon da Osris in un passato remoto. Questi è stato nascosto qui dal vecchio mentore di Quon nella speranza di sottrarsi all'inevitabile conflitto tra robot e l'UGC. Elder ha bisogno di Tim-21 per potersi riconnettere ai coloro chiamati Descenders e trovare così il modo di raggiungerli, infatti è incompleto di alcuni dati e funzioni dai tempi in cui fu manipolato da Quon per progettare il codice macchina per gli androidi dell'UGC. Tim-21 accetta e insieme si ritrovano a poter comunicare con loro ma quando Tim gli chiede di venire a ripristinare la pace, scopre che non è nel loro interesse intervenire. Nel frattempo il generale Nagaki ha dato l'ordine di far arrivare il prototipo di Harvester costruito dagli uomini, vuole infatti utilizzarlo come arma contro la flotta delle macchine ribelli di Psius. Per farlo funzionare ha bisogno però del codice che si trova in Tim-21 e ordina alla figlia Telsa di portarlo immediatamente sull'Harvester per attivarlo. Questa accetta di obbedire al padre e lo stesso Tim-21 decide di seguirla. Una volta giunti all'interno del gigantesco Robot, Tim-21 ha modo di ricongiungersi con Andy che lo ha raggiunto dalla nave ammiraglia della flotta UGC. Andy, dopo aver passato anni a dare la caccia a robot, scopre di ritrovarsi commosso dal ritrovare colui che è stato come un fratello, anche se si tratta di una macchina. Questo lo porta a rivedere le sue posizioni anti-robot e ad abbandonare il suo passato da scrapper. Telsa decide anch'essa di rivedere le sue posizioni e si rifiuta di obbedire al padre, non attiverà quindi l'arma Harvester usando Tim-21. Inaspettatamente arriva un enorme Harvester pilotato dai Descenders e porta forzatamente a bordo Tim-21, Andy e Queen. A questi viene comunicato che le forme di vita organiche che formano l'UGC hanno fallito ripetutamente nel cercare di creare un rispetto reciproco tra macchine e umani e, soprattutto, non hanno abbandonato la via della guerra. Per questo devono essere annientati. Tim-21 difende però gli umani e sostiene che necessitano di più tempo per prendere consapevolezza e passare ad uno stadio successivo. A dimostrazione delle sue parole trasferisce ai Descenders le sue memorie e queste evidenziano il profondo cambiamento di Andy e Telsa che hanno capito di dover abbandonare le loro posizioni radicali e i pregiudizi. I Descenders sembrano sul punto di ricredersi ma la situazione cambia con l'arrivo della nave ammiraglia dei Gnishians. Con una stupefacente arma oblitera la flotta delle macchine ribelli di Psius. Tale azione viene vista dai Descenders come la prova che i membri della federazione UGC non meritano deroghe e quindi si meritano un nuovo e devastante attacco degli Harvester, questa volta sarà così dirompente che riporterà l'uomo ad uno stato primitivo e inoffensivo. Tim-21 riesce a convincerli di lasciare in vita Andy e Queen Between. I Descenders accettano e dopo aver portato con sé Tim-21, inizia una seconda apocalisse per i pianeti dell'UGC.
A distanza di dieci anni di distanza la popolazione umana si è notevolmente ridotta. Sui vari pianeti si è passati dall'avere miliardi di abitanti a poche decine di migliaia e la civiltà ha subito una involuzione. Andy è comunque sopravvissuto ed ha avuto una figlia di nome Mila.

## Personaggi
- Tim-21: è un androide che replica esternamente le sembianze di un ragazzino di circa 12-13 anni. Il modello è stato creato dal Dottor Jin Quon, brillante scienziato di origine terrestre e padre della Network Robotics e la cui corporation è denominata Quontech. Quando Tim prende coscienza per la prima volta, si trova di fronte al il Dr.Quon (suo creatore) e la prima domanda che formula è Non sei tu mio padre?. Questi però gli spiega che deve assolvere alla sua Funzione Primaria: intrattenere, proteggere e assistere nell'istruzione e educazione di un ragazzo umano. Difatti gli viene affidato il giovane Andy, figlio di una dipendente di una miniera situata su Dirishu-6. Grazie alla capacità di Tim di confrontarsi e assimilare i comportamenti umani, diviene presto considerato come un membro della famiglia dai suoi nuovi proprietari. La sua presa di consapevolezza è rapida e presto arriva ad avere una visione del mondo in cui si ritrova che ricorda lo stupore e la curiosità tipica di un essere vivente.
- Dottor Jin Quon: scienziato di origine terrestre e padre della Networks Robotics. Il suo contributo è stato fondamentale per sviluppare androidi sempre più capaci di adattarsi e replicare i comportamenti umani. Quando sono arrivati gli Harvesters è stato tra i primi ad essere contattato al fine di scoprirne l'origine. Prima che arrivasse a una qualche conclusione, queste macchine giganti hanno portato morte e distruzione. Nei dieci anni successivi è diventato un uomo frustrato e ormai emerginato dalla società e dalle accademie scientifiche in seguito alla messa bando di qualsiasi tipo di macchina senziente.
- Capitano Telsa: esponente dell'apparato militare dello United Galactic Council, incaricata della missione di scoprire l'origine degli Harvesters e quindi della catastrofe che ha quasi cancellato la civiltà[6]. Non approva la fobia anti-robot dilagata e fomentata dal pianeta Gnish ma allo stesso tempo non si fida degli studi di robotica del Dottor Quon, probabile causa del disastro[6]. Suo padre è il Generale Nagoki, di origine terrestre mentre Telsa dimostra una fisiologia aliena rispetto ai discendenti dei coloni del pianeta Terra[7]. La madre è probabilmente originaria di Niyrata o un altro pianeta del concilio galattico.
- Bandit: viene definito pet-bot. Si tratta di un robot con sembianze e movenze canine. La sua funzione è quella di mimare un cane domestico, pare sia affezionato a Tim-21 ed è uno dei tre robot sopravvissuti sulla luna mineraria di Dirishu-6[14]. Dopo essere stato abbandonato, rimane a fare da guardia al corpo in stasi di Tim-21. Distratto da un topo, è Bandit che accidentalmente causa un cortocircuito che risveglia Tim dando il via alla serie di eventi che caratterizzano la storia del fumetto Descender[14].
- Driller: viene definito mining-bot cioè un robot da utilizzare nelle trivellazioni delle miniere[7]. Per questo presenta un braccio a trivella ed ha una potenza notevole. Arriva sulla luna mineraria Dirishu 6 sette anni prima dell'arrivo degli Harvesters[15]. Qui viene utilizzato per le trivellazioni insieme ad un altro mining-bot destinato allo spostamento degli scarti, da qui il soprannome Scoops[15]. I due collaborano per anni e cominciano a sviluppare una nuova consapevolezza della loro condizione di schiavi grazie ai dialoghi che avevano l'opportunità di imbastire quando non c'erano esseri umani[15]. In seguito al maltrattamento subito da Scoops (sovrautilizzato e senza manutenzione), Driller arriva ad uccidere il minatore addetto a loro[15]. Per questo causa la fuoriuscita di un gas sotterraneo che inaspettatamente porterà anche alla morte della madre di Andy[10]. Da questo momento in poi Driller si riferisce a se stesso con la frase Driller a Killer, abbreviato in Driller Killer[15]. Grazie a lui Tim-21 si salva dall'attacco del primo gruppo di Scrappers arrivati su Dirishu-6 a 10 anni di distanza dall'attacco degli Harvesters. Questo robot rimane più ostile verso gli esseri umani e non esita ad uccidere se lui o Tim sono attaccati[7].
- Professore Solomon: è il mentore di Jin Quon per quanto riguarda gli studi di robotica[8]. Si tratta di un ricercatore saggio e lungimirante, vuole che il processo di ricerca per lo sviluppo di androidi proceda con cautela[8]. Gran parte delle sue scoperte saranno poi sfruttate dal suo allievo che dimostrerà di avere meno scrupoli[8].
- Andy: prima dell'attacco degli harvesters è un bambino che vive con la madre sulla luna mineraria Dirishu-6[16]. Il robot Tim-21 viene creato e spedito sul satellite per fargli compagnia[9]. Riesce a salvarsi dalla catastrofe abbandonando in tempo la luna ma la madre decide di rimanere e ritorna nelle miniere per gestire la perdita di una sostanza imprecisata[9]. Andy viene alloggiato sul pianeta Nyrata dove vive per 4 anni in un orfanotrofio[16]. Qui conosce una ragazza di nome Effie che diviene la sua migliore amica e che sposerà a soli sedici anni[16]. A quattordici anni scappa da Nyrata per unirsi agli Scrappers e dare la caccia ai Robot per cui ha sviluppato un profondo odio[9][16].
- Tim-22: modello di androide della categoria Tim, quindi simile nella apparenze e nelle funzioni a Tim-21. Riesce a sopravvivere agli Scrappers e alla caccia ai robot grazie all'intervento di Psius e della resistenza dei robot denominata The Hardware[17]. Vive sull'asteroide artificiale, sede della resistenza e qui a modo di conoscere il suodoppelgänger Tim-21. I suoi processi di ragionamento e i sistemi che regolano l'empatia della sua coscienza artificiale sono però profondamente diversi dal suo gemello robotico[17]. Dimostra sentimenti di gelosia e invidia nei confronti di Tim-21 e lo vuole uccidere per paura che gli sottragga l'attenzione e l'affetto di Psius[17]. Ci viene quindi presentata la possibilità che il programma che genera la consapevolezza degli androidi possa subire una evoluzione simile a quella della mente umana, con forme di pensiero che ne ricalcano i sentimenti[17]. In un flashback ci viene inoltre mostrato che Tim-22 è stato affidato in passato ad una famiglia che lo ha disprezzato e svilito[17]. Forse all'origine del suo comportamento vi è un trauma non elaborato che può avere, sulla sua mente artificiale, effetti simili a quelli causati ad una psiche umana[17].
- Queen Between: è il leader di un "culto cibernetico" di cui fanno parte persone non avverse alle macchine senzienti e i cui membri hanno componenti meccanici integrati al corpo fisico[16]. Il nome di battesimo della Queen Between è Elfie e ha conosciuto Andy sul pianeta Nyrata in un orfanotrofio. I due si sono sposati a 16 anni e la stessa Elfie si è unita inizialmente agli Scrappers trascinata da Andy[16]. Con il tempo, però, si stacca dal gruppo anti-Robot e si allontana dal marito scegliendo posizioni radicalmente opposte. Arriva a subire gravi lesioni al corpo in seguito ad un'azione di salvataggio di un Robot[16]. Per questo alcune parti del suo corpo, tra cui un braccio, sono sostituite da parti meccaniche. Questa sua trasformazione la porta ad essere tra i fondatori del gruppo The Between[16].
- Master Professor Osiris: scienziato geniale e rivoluzionario nato su Ostrakon più di 4000 anni prima degli eventi narrati nel presente della timeline di Descender[18]. Fu il primo a intraprendere un volo spaziale, sfidando le credenze religiose e le superstizioni della sua epoca[18]. Durante questo primo viaggio nel Megacosmo si imbatte in un Harvester e nella civiltà composta unicamente da macchine senzienti denominatesi "Descenders"[18]. Questi gli permettono di studiare la loro tecnologia e utilizzarla (tramite retro ingegneria) per costruire robot senzienti, una volta tornato sul suo pianeta[18]. L'ambizione e il desiderio di potere portano però Osiris a sfruttare i robot come schiavi per gli esseri umani di natura biologica. La vendetta dei Descenders porta alla distruzione totale della sua civiltà e avrà conseguenze nefaste anche nei millenni successivi[18].

## Ambientazione
La storia si svolge in lontano futuro in una parte della Galassia chiamata Megacosm. Qui si trovano i pianeti principali che formano la colazione The United Galactic Council (UGC). A questi si aggiungono diverse lune e asteroidi anche di origine artificiale.

### Pianeti Principali dell'UGC
- Nyrata (The Hub World): centro tecnologico e politico dell'UGC, è guidato dalla monarchia Nyratan, sede del Concilio e luogo dove si trovano le 9 città ambasciata, ognuna in rappresentanza di uno dei 9 pianeti del Concilio Galattico. Per secoli è stato il baluardo della civiltà e dello sviluppo scientifico[19].
- Phages (il Pianeta Fantasma): ospita una razza che esiste sotto forma di gas. I primi esploratori li hanno scambiati per Spettri e da qui il soprannome di Pianeta Fantasma o Pianeta Infestato. L'unica specie non gassosa sono dei giganti ostili alla popolazione dominante del pianeta chiamata The Phages[19].
- Mata: è un mondo acquatico, un tempo centro di un vasto impero. Dopo il periodo delle grandi inondazioni che hanno coperto la superficie abitabile, la popolazione si è trasferita su città galleggianti. Le rovine delle vecchie e gloriose città sono sommerse[19].
- Sampson: pianeta colonizzato dagli abitanti provenienti da quello che una volta era il Pianeta Terra. Qui si trovano i discendenti degli esseri umani di origine terrestre. Formato da un'unica enorme città è il centro militare più importante del Megacosm[19].
- Knossos: è il più piccolo pianeta conosciuto del Megacosm[19].
- Silenos: l'atmosfera del pianeta non permette la trasmissione di vibrazioni o suoni. La popolazione comunica attraverso dei geroglifici proiettati telepaticamente[19].
- Amun: abitato da una specie simile ad insetti che vive nel sottosuolo[19].
- Gnish: abitata da una razza altamente militarizzata ma contraria allo sviluppo di intelligenze artificiali. Lo scopo dei loro leader è l'indipendenza dall'UGC e l'espansione in altre zone del Megacosm[19]. Qui sono nati stati fondati gli Scrappers (cacciatori di robot) e sul pianeta si trovano i Melting Pits, arene dove i robot vengono fatti combattere fino all'annientamento[19].
- Ostrakon: mondo desertico e inospitale nel quale si trovano le rovine di un antichtà civiltà ormai estinta[19]. Quattromila anni fa questa civiltà era la più evoluta della galassia ed è stata la prima a venire in contatto con la società di macchine che si faceva chiamare The Descenders.

## La Timeline di "Descender/Ascender"
La storia di Descender e del sequel Ascender si sviluppa in accordo alla seguente lenea temporale (o "Timeline") dove il tempo presente è quando si svolgono gli avvenimenti principali della serie:
- 4000 anni prima del Presente: il Master Professor Osiris e il suo apprendista, Kelik, partono per la prima missione spaziale dal pianeta Ostrakon. La loro astronave incontra un enorme robot che li prende e li conduce in un reame la cui ubicazione è sconosciuto e dove risiedono delle macchine senzienti che dicono di chiamarsi "Descenders". In quel luogo la tecnologia è avanzatissima e il Professor Osiris vi rimane diversi anni per apprendere quanto più possibile. Kelik però si ammala e quando muore Osiris ritorna su Ostrakon pronto a far compiere alla sua società un enorme balzo nel progresso tecnologico[18].
- 3990 anni prima del Presente: Osiris ha utilizzato quanto appreso dai Descenders per costruire centinaia di macchine automatizzate in grado di servire gli esseri senzienti di origine biologica. Dopo anni di tentativi riesce persino a creare il primo robot senziente. Questi però gli rivela che la conoscenza appresa dai Descenders era un test per vedere se i robot e l'umanità sono in grado di convivere in pace e come eguali. Ma i robot sono stati schiavizzati e quindi la prova è fallita e ciò avrà conseguenze catastrofiche. Mentre appaiono giganteschi robot pronti a distruggere l'umanità, Osiris e il robot senziente si nascondono in un tempio. Alla fine Osiris muore ma la sua creazione rimane in quel luogo[18].
- 15 anni prima del Presente: la civiltà che prosperava su Ostrakon è ormai solo un'eco lontana della storia, ma degli esseri umani senzienti sono sopravvissuti e sono arrivati a sviluppare una società tecnologicamente avanzata che ha formato una Lega di Pianeti chiamata "UGC". Il Professor Isaac Salomon è una delle menti più brillanti della sua epoca e insieme al suo assistente Jin Quon si recano ad esplorare le rovine di Ostrakon. Qui scoprono l'antico tempio e il robot senziente creato migliaia di anni prima da Osiris. La macchina umanoide avverte Salomon e Quon che se utilizzeranno la tecnologia che lo ha creato, l'umanità sarà nuovamente distrutta. Solomon vorrebbe usare prudenza ma Quon è senza scrupoli e scopre il codice macchina sul quale si basa la capacità di elaborare una coscienza da parte di esseri automatizzati. La utilizza per costruire diverse serie di robot senzienti che servano l'umanità. Tra questi vi sono anche i robot di compagnia per bambini denominati "Serie Tim". Si tratta di robot umanoidi con le fattezze di bambini che possono servire alle famiglie per custodire e dare un compagno di giochi ai loro figli[18].
- 10 anni prima del Presente: i Descenders mandano i giganteschi robot Harvesters a punire l'umanità una seconda volta. Sulla luna mineraria "Dirishu-6" vive Andy Tavers con la madre e un robot di compagnia dal nome "Tim-21". Quasi tutta la colonia viene spazzata via ma Andy riesce a fuggire lasciando su Dirishu-6 Tim-21 e il cane-robot "Bandit"[18].
- Il Presente (gli eventi del Presente e dei precedenti 4000 anni sono narrati nella serie Descender)[18]: l'attacco degli Harvester non è stato così devastante come il primo (3990 anni prima) e l'UGC sopravvive ma comincia una ferocie campagna anti-robot sostenuta dal pianeta "Gnish" e finalizzata alla distruzione delle macchine. Per approfittare della situazione si formano bande di cacciatori chiamati Scrappers che traggono profitto dal catturare e distrugge robot. Di questi fa parte anche Andy, ormai adulto. Le macchine sopravvissute si radunano però in una forma di resistenza organizzata ("The Hardwire") guidata da Psius e che ha il suo rifuigio su "Moon Machine". Nel frattempo "Tim-21" si è risvegliato e viene intercettato. La sua sopravvivenza diviene fondamentale in quanto si scopre che ha lo stesso codice degli Harvester. L'UGC vuole studiarlo per costruire dei robot simili agli Harvester per contrattaccare un eventuale loro ritorno. Il team che si assicura Tim-21 e riesce anche a sottrarlo al Re S'nok III di Gnish è formato Jin Quon (che è consapevole dell'origine del codice macchina), il Capitano Telsa, e il soldato Tullis. Quon è anche a conoscenza che il professor Salomon si trova sul pianeta acquatico Mata. All'interno dell'UGC scoppia una feroce guerra tra le macchine ribelli di Psius e le milizie dell'UGC. Per trovare una soluzione Quon e il suo team si recano su Mata per discuterne con il Professor Salomon ma ormai è tardi. I Descender intervengono e dopo aver messo in salvo ogni macchina senziente sopravvissuta, ordinano agli Harvester di decimare la popolazione di ogni pianeta dell'UGC, assicurandosi un completo annientamento di ogni apparato militare e politico con la conseguente distruzione delle principali città. La civiltà collassa e comincia a precipitare in una condizione di vita pre-tecnologica[18].
- 10 anni dopo (gli eventi di questo periodo sono narrati sulla serie sequel Ascender)[18]: La società di pianeti che formava l'UGC è ora governata da una strega vampiro denominata "Mother" (la Madre), l'uso della magia è divenuto il mezzo per esercitare il potere e la tecnologia è bandita, non vi sono più robot o navi spaziali e neppure le armi letali del passato. Il numero degli abitanti dei vari pianeti è fortemente diminuito dopo il genocidio perpetuato dagli Harvester e le condizioni di vita sono quelle di una società agricola di tipo feudale. "Mother" esercita il potere con un sistema autoritario e teocratico, dove il totale controllo della società è in mano a lei e ad una setta di fedeli, in pochi posseggono l'accesso alle arti arcane che hanno portato ad un periodo di oscurantismo nel "Megacosmo". Andy è sopravvissuto, così come la figlia che ha avuto da Effy. La bambina ha 10 anni e vive col padre sul pianeta Sampson[18].

## Accoglienza
L'albo di debutto ha ottenuto un grande successo in termini di vendite arrivando ad essere il 17° fumetto più venduto da una casa editrice statunitense tra quelli distribuiti a marzo del 2015. Risulta inoltre essere al secondo posto delle vendite se si considerano i fumetti indipendenti, preceduto solo dalla serie The Walking Dead di Robert Kirkman. L'albo vende più di molte serie delle Big 2 (cioè Marvel Comics e DC Comics), molte delle quali dedicate a celebri personaggi quali Superman, Spider-Man, Avengers e X-Men. Tra gli albi di debutto (in distribuzione a marzo 2015) di fumetti indipendenti è quello di maggior successo, superando il primo numero di Chrononauts dell'etichetta Millarworld (36º posto), Southern Cross della Image Comics (68º posto), Jem & The Holograms della IDW Publishing (77º posto), Ninjak del connazionale Matt Kindt e pubblicato dalla Valiant Entertainment (97º posto).
Dopo l'uscita del primo numero, la serie mostra una tendenza a perdere posizioni nella classifica delle vendite e il quinto numero (distribuito a luglio 2015) arriva solo al 97º posto. Se si considerano i fumetti distribuiti da editori indipendenti, scende dal 2º all'11º posto nell'arco di 4 mesi.

## Premi e riconoscimenti
- Nel 2015 è stato inserito nella lista NPR's Best Books of the Year[22].
- Nel 2016-2017-2018 le raccolte in volume di Descender sono state inserite dalla YALSA nella lista delle migliori letture in graphic novel adatte ai teenager[22]. In originale: YALSA's Great Graphic Novels for Teens. La YALSA è una divisione della American Library Association dedita a ricercare e valorizzare le migliori opere letterarie per la fascia di lettori Young Adult (in specifico ma non solo).
- Nel 2018 è stato nominato dalla rivista Newsweek tra i migliori fumetti dell'anno, o Newsweek's Best Comic Books of 2018 (in originale)[22].

## Il sequel: Ascender
Jeff Lemire aveva pianificato di concludere la storia con questa serie ma ad un anno di distanza dalla fine (ovvero nel 2017) sentiva che le trame non avevano una giusta chiusura. Rimaneva inoltre l'intrigante possibilità di ambientare una nuova storia nel periodo successivo al secondo apocalittico attacco degli Harvester. Inoltre decide di cambiare in parte il genere passando dalla fantascienza ad una saga che incorpora elementi fantasy. Dopo la chiusura di Descender nel 2018 viene quindi subito annunciato il debutto del sequel, dal titolo Ascender, in distribuzione dal 2019. La nuova serie viene introdotta alla fine dell'ultimo albo con le seguenti frasi:"Dieci anni dopo la storia continua...Sono passati dieci anni da quando le Macchine se ne sono andate, e con la loro assenza la Magia ha reclamato di nuovo il suo posto nell'Universo! Adesso una ragazza deve cominciare un'epica ricerca per trovare il popolo delle macchine e il suo mitico bambino-messia, Tim-21, prima che sia troppo tardi".
La serie Ascender viene ufficialmente annunciata sul catalogo Previews a febbraio 2019 e la distribuzione del primo albo è prevista per il 24 aprile dello stesso anno. Il team creativo rimane formato da Jeff Lemire e Dustin Nguyen. Protagonista della storia è Mila, la figlia di Andy e Effie residenti sul pianeta Samson, luogo ormai dominato dalla magia e dove la tecnologia è una reliquia del passato. In questo nuovo scenario il pericolo arriva sotto le sembianze di una malvagia strega-vampiro dal nome Mother.

## Adattamento in altri media
Ancora prima che il primo numero della serie venisse distribuito, Lemire aveva già ricevuto diverse offerte dagli studios di Hollywood per una trasposizione cinematografica. Alla fine sia lui che Nguyen (co-creatore della serie) hanno deciso di vendere i diritti alla Sony Pictures in quanto ha garantito piena libertà creativa nei confronti dello sviluppo della storia a livello fumettistico. Questa si tratta di un'esperienza nuova per Lemire, mai prima d'ora (negli oltre dieci anni di attività) gli si è presentata la concreta opportunità di assistere alla produzione di un film su una sua opera indipendente e di cui detiene i diritti. Col passare degli anni la Sony non ha dato però il via libera al progetto e l'opzione sull'adattamento dell'opera è scaduta. Nel 2020 la compagnia canadese Lark Studios, di proprietà della NBC Universal International, ha acquisito dagli autori i diritti per un adattamento in serie televisiva di Descender e dell'opera sequel Ascender. Quest'ultima è sempre realizzata dal duo Lemire-Nguyen ed è in corso di pubblicazione nel momento dell'annuncio dell'accordo con i Lark Studios. Il suo presidente Erin Haskett ha dichiarato: «Descender è una bellissima saga, magistralmente gestita (dai suoi autori), una storia che esamina il prezzo che l'umanità e la natura devono pagare per lo sviluppo tecnologico. Tematiche quantomai attuali e adatte ad un adattamento in serie tv». Anche Lemire è molto positivo sul nuovo progetto e afferma: «Il mondo di Descender e Ascender continua ad espandersi, io e Dustin siamo felici di collaborare con la Lark per portarlo sugli schermi televisivi. La loro passione per i fumetti e l'impegno nel rappresentare la nostra storia nel miglior modo possibile ci rende entusiasti».

## Edizione Italiana
L'edizione dell'opera in Italia viene curata dalla casa editrice BAO Publishing che decide di raccogliere la serie in 6 volumi cartonati tra le 120 e 160 pagine a colori rispettando le dimensioni dell'albo originale (17x26 cm). Il prezzo indicativo è di €18,00 (diciotto euro) e ne verranno distribuiti due all'anno. Di seguito l'elenco dei volumi pubblicati:
- Descender Volume 1: Stelle di latta, di Jeff Lemire e Dustin Nguyen, 17x26, C., 160pp., col.[26], ISBN 978-8865435328
- Descender Volume 2: Luna Meccanica, di Jeff Lemire e Dustin Nguyen, 17x26, C., 120 pp., col., ISBN 978-8865437131
- Descender Volume 3: Singolarità, di Jeff Lemire e Dustin Nguyen, 17x26, C., 120 pp., col., ISBN 978-8865438138
- Descender Volume 4: Meccaniche orbitali, di Jeff Lemire e Dustin Nguyen, 17x26, C., 120 pp., col., ISBN 978-8865439241
- Descender Volume 5: La Rivolta dei Robot, Jeff Lemire e Dustin Nguyen, 17x26, C., 124 pp., col., ISBN 9788832730708
- Descender Volume 6: La Guerra delle Macchine, Jeff Lemire e Dustin Nguyen, 17x26, C., 152 pp., col., ISBN 9788832731583